# Berekum-Jaman District
Der Berekum-Jaman District ist ein ehemaliger Distrikt in der 2018 aufgelösten Brong-Ahafo Region in Ghana. Er grenzte unter anderem an die Distrikte Sunyani Municipal, Dormaa und Tain. 
Im Jahr 1989 war der Berekum-Jaman District per Präsidialdekret in die Distrikte Jaman District (der seinerseits wiederum im Jahr 2003 in die Distrikte Jaman South District und Jaman North District geteilt wurde) und Berekum District unterteilt, die seit 2019 zur Bono Region gehören.